# Huitaca
Huitaca, también llamada Xubchasgagua, Jubchrasguaya y Chie es una deidad muisca, relacionada con la lujuria. De origen lunar, con rara belleza y extraordinaria malignidad, se oponía a las enseñanzas del dios Bochica y por medio de su hermosura hacía que todos los hombres desobedecieran las enseñanzas de este a través de los placeres carnales, juegos y borracheras, que ofendieron al dios Chibchacum.
Se dice que era la misma Bachué,[cita requerida] madre de los chibchas. El mito de Huitaca también está relacionado con el culto a la luna o a la diosa Chía, llamada por algunos indígenas Yubecaiguaya.
Se dice que Chibchacum (en otras versiones, Bochica) se molestó tanto con ella que la transformó en lechuza. Otros afirman que Huitaca subió al cielo y se convirtió en esposa del Sol, para alumbrar de noche.
Los indígenas también hablaron que la conversión de Huitaca o de la diosa Chía en la luna fue hecha por Chiminigagua. El culto a Huitaca pertenece al ritual lunar.